# Abyssochrysos melvilli
Abyssochrysos melvilli is een slakkensoort uit de familie van de Abyssochrysidae. De wetenschappelijke naam van de soort is voor het eerst geldig gepubliceerd in 1909 door Schepman als Argyropeza melvilli.